# Дуга лука (община Вранска баня)
 Тази статия е за селото в Сърбия.  За селото в България вижте Дълга лука.  
Дуга лука или Дълга лъка (на сръбски: Дуга Лука или Duga Luka) е село в Югоизточна Сърбия, Пчински окръг, Град Враня, община Вранска баня.

## География
Селото е разположено край Банската река, на 3 километра след стената на язовир Първонек. Отстои на 6 километра югоизточно от общинския център Вранска баня, западно от село Първонек и северозападно от село Средни дел.

## История
По време на Първата световна война селото е във военновременните граници на Царство България, като административно е част от Вранска околия на Врански окръг.

## Население
Според преброяването на населението от 2011 г. селото има 123 жители.

### Етнически състав
Данните за етническия състав на населението са от преброяването през 2002 г.
- сърби – 154 жители (100%)